# Hans Henrik Craussenstein
Hans Henrik Craussenstein (före adlandet Crausse / Krus) var en svensk fortifikationsingenjör.
Hans Henrik Craussenstein var troligen bror till borgmästaren i Neubrandenburg Ersmus Craussen. Han stammade i vilket fall som helst från Tyskland, även om han ibland skrev sina förnamn med fransk stavning Jean Henry. 1642 trädde han i svensk tjänst och hade då vistats som militäringenjör i flera olika länder. Han deltog Torstensons krig och tjänstgjorde senare i den svenska huvudarmén under slutet av Trettioåriga kriget men erhöll avsked vid freden 1648. Då en ingenjörsbefattning infördes i Svenska Pommern 1653 erhöll Craussenstein befattningen. 1655 övertog han efter Konrad von Mardefelt ledningen för fortifikationsarbetena i Pommern. I krigsarkivet förvaras de ritningar han drog upp över fästningarna i Wollin 1656; Anklam och Peenemünde 1657; Damm, Demmin, Pasewalk och Wollin 1658. Han ledde personligen befästningsarbetena i Greifswald och Anklam. 1659, då fienden ryckte in i Pommern gick Craussenstein i fält. Enligt egna uppgifter led han svåra förluster genom plundringar av hans gods i Pommern. Efter freden 1660 fortsatte han med sina fortifikationsinsatser i Pommern fram till 1664 då hans ingenjörsplats drogs in, dock först sedan Craussenstein själv begärt avsked. Då han avslutade sin tjänst resta han upp till Stockholm, där han till förmyndarregeringen överlämnade sina ritningar och memorial och gav kungen en karta över Pommern. Som tack adlades han och erhöll samtidigt en guldkedja och medalj av tillsammans 400 riksdalers värde. Hans vidare öden är okända.